# John Scott (rugby à XV, 1954)
Pour les articles homonymes, voir John Scott et Scott.
Pas d'image ? Cliquez ici

a Compétitions nationales et continentales officielles uniquement.

b Matchs officiels uniquement.
John Philip Scott, né le 28 septembre 1954 à Exeter (Angleterre), est un joueur international anglais de rugby à XV jouant aux postes de deuxième ligne ou troisième ligne centre.

## Biographie

### Carrière en club
John Scott rejoint le club d'Exeter Rugby Club dans les années 1970, avant de rejoindre quelques années plus tard, en 1978, le club du Cardiff RFC et d'en devenir le capitaine,. Il choisit en effet de rejoindre la capitale galloise afin de jouer dans un environnement plus compétitif que le rugby anglais. Dès son troisième match avec Cardiff, face à Bristol, il marque son premier essai avec sa nouvelle équipe.
Il remporte cinq Coupes du pays de Galles en 1981, 1982, 1984, 1986 et 1987,.
Avec le club gallois, il totalise 268 matchs joués pour 144 points marqués, en dix ans.
En 2003, il est introduit au Hall of Fame du Cardiff RFC.

### Carrière internationale
John Scott dispute son premier test match avec l'équipe d'Angleterre le 21 janvier 1978 contre la France, à l'âge de 23 ans et le dernier contre l'Afrique du Sud, le 9 juin 1984.
Après sa première sélection, il joue les 19 matchs internationaux suivants consécutifs de l'équipe d'Angleterre, dont les quatre du Grand Chelem de 1980. C'est durant un match de ce tournoi qu'il marque son premier et unique essai en sélection, face à l'Irlande, alors qu'il jouait au poste de troisième ligne centre.
Il termine sa carrière avec 34 sélections.

## Statistiques en équipe nationale
- Sélections par années : 5 en 1978, 4 en 1979, 4 en 1980, 6 en 1981, 3 en 1982, 5 en 1983, 6 en 1984.
- Six Tournois des Cinq Nations disputés : 1973, 1974, 1975, 1977, 1979, 1980.

## Palmarès

### En club
- Cardiff RFC
  - Vainqueur de la Coupe du pays de Galles en 1981, 1982, 1984, 1986 et 1987

### En sélection nationale
- Angleterre
  - Vainqueur du Tournoi des Cinq Nations en 1973 (victoire partagée) et 1980 (Grand Chelem).